# Miltochrista rosaria
Miltochrista rosaria là một loài bướm đêm thuộc phân họ Arctiinae, họ Erebidae.